# Clairin
Clairin är ett samlingsnamn för en lokalt producerad spritdryck framställd av färsk sockerrörsjuice på Haiti. Drycken kan ses som en underkategori till rom. Tillverkningen sker oftast under mycket enkla förhållanden men är en viktig del av haitisk kultur. Destillationen sker oftast på olika typer av hemmabyggda enkelpannor eller små kolonnpannor. Runt 2015 dök den första kommersiellt buteljerade clairinen i Sverige.